# Dynatosoma aureum
Dynatosoma aureum är en tvåvingeart som först beskrevs av Esther Guthrie 1917.  Dynatosoma aureum ingår i släktet Dynatosoma och familjen svampmyggor.
Artens utbredningsområde är Kalifornien. Inga underarter finns listade i Catalogue of Life.